# The Singles (Lady-Gaga-Album)
The Singles ist ein 9-CD-Box der US-amerikanischen Pop-Sängerin Lady Gaga, die am 8. Dezember 2010 nur in Japan veröffentlicht wurde. Die Box enthält neun separate CD-Singles mit Titeln aus den Alben The Fame und The Fame Monster, die bis dahin als Single veröffentlicht wurden, ergänzt durch den unveröffentlichten Titel Christmas Tree. Außerdem erhält The Singles Remixe von Künstlern wie Trevor Simpson und Space Cowboy. Die Ausgabe wurde auf 5000 Exemplare limitiert.

## Entwicklung
In einer Erklärung am 17. November 2010 kündigte Universal Music Japan an, dass es ein neues Album von Gaga geben werde. Dieses solle am 8. Dezember 2010 in Japan veröffentlicht werden und all ihre als Single veröffentlichten Lieder enthalten. Das Box-Set wurde nur in Japan veröffentlicht und war außerhalb des japanischen Marktes nur als Importware erhältlich.

### Cover
Das Cover wurde bei einem Fotoshooting mit Hedi Slimane entworfen, der auch das Cover von Telephone erstellt hatte. Es zeigt Lady Gaga mit nacktem Rücken. Sie hat einen Finger im Mund und trägt eine schwarze Lederkappe. Auf der linken Seite steht vertikal „Lady Gaga – The Singles“. Auf der Rückseite steht mit weißer und schwarzer Schrift auf grauem Grund die Titelliste.

## Titelliste
The Singles besteht aus neun CDs mit jeweils zwei Titeln (Ausnahme CD neun mit vier Titeln)
CD 1
1. Just Dance
2. Just Dance (Trevor Simpson Remix)
CD 2
1. Poker Face
2. Poker Face (LLG VS GLG Radio Mix)
CD 3
1. Eh, Eh (Nothing Else I Can Say)
2. Poker Face (Space Cowboy Remix)
CD 4
1. LoveGame
2. LoveGame (Robots to Mars Remix)
CD 5
1. Paparazzi
2. Paparazzi (Chew Fu Ghetto House Radio)
CD 6
1. Bad Romance
2. Bad Romance (Bimbo Jones Radio Remix)
CD 7
1. Telephone
2. Telephone (Alphabeat Remix)
CD 8
1. Alejandro
2. Alejandro (Dave Aude Radio Mix)
CD 9
1. Poker Face (Piano Version)
2. Just Dance (Stripped Down Version)
3. Eh, Eh (Nothing Else I Can Say) (E-Piano & Human Beat Box Version)
4. Christmas Tree

## Chartplatzierungen
The Singles erreichte für eine Woche Platz 166 der japanischen Oricon-Charts. Es ist nach The Fame, The Fame Monster und The Remix die vierte Veröffentlichung der Popsängerin, das die Top-200 der japanischen Albumcharts erreichte.